# Eryngium billardierei
Eryngium billardierei är en flockblommig växtart som beskrevs av Daniel Delaroche. Eryngium billardierei ingår i släktet martornar, och familjen flockblommiga växter. Utöver nominatformen finns också underarten E. b. nigromontanum.